# Marijan Kulhavi
Marijan Kulhavi (alias Foka) fue un combatiente croata muerto en acción el 29 de diciembre de 1991 en Eslavonia Occidental durante la Guerra de Croacia. 
Al momento de su muerte, Kulhavi se desempeñaba como segundo jefe del Batallón Independiente 76 del Ejército Croata cuando se desarrolló la Acción Alfa, intento de liberar la parte este de la ciudad de Pakrac que se encontraba en manos yugoslavas.

## Biografía
Kulhavi nació el 9 de noviembre de 1956 siendo su madre Ilona y su padre Hink.
Asistió a la escuela primaria en Pakrac y a la escuela secundaria en Daruvar, donde obtuvo el título de mecánico de automóviles. De niño se incorporó a la asociación de montañismo "Psunj", donde fue miembro hasta la muerte. Jugó para el club de fútbol "Slavonija" de Prekopakra. Practicaba otros deportes, especialmente la natación y el buceo. Participó activamente en el KUD "Seljačka" de Prekopakra y en la sociedad folclórica DIK "Papuk". Durante un viaje a Krk, saltó de una roca alta al mar, por lo que lo apodaron "Foka" (es:Foca).
Se casó con Marica Rakocija en 1988. En 1989 nació su hijo Marko y en 1992 su hija Marijana quien, desafortunadamente, nunca vio a su padre.

## Desempeño durante la Guerra de Croacia

### Desempeño durante la defensa de la ciudad de Pakrac
Kulhavi, desde el inicio de los cambios democráticos en Croacia, se integró al HDZ - Pakrac, a través de la cual contribuyó en organización de la defensa de Pakrac y Prekopakra.
Pakrac, cabecera de la municipalidad homónima, se encuentra en el corazón de una región que era étnicamente mixta (42,9% de serbios) a 105 kilómetros al sureste de Zagreb, la capital croata. Las rivalidades interétnicas entre serbios y croatas en la ciudad se incrementaron en febrero de 1991. A principios de marzo, los tanques del ejército yugoslavo entraron en Pakrac. El JNA dijo que su tarea era mediar, no matar.
Pakrac estaba dividido en dos por el temor de que el nuevo gobierno de Croacia discriminara a los serbios y el temor de que la mayoría serbia de la ciudad imponga el poder serbio. La guerra en el lugar comenzó a las 5 de la mañana del 19 de agosto de 1991 cuando las fuerzas pro - yugoslavas comenzaron a bombardear la ciudad.
En el enfrentamiento del 19 de agosto, Kulhavi se unió inmediatamente a la defensa de Pakrac junto con algunos otros civiles y ayudando a los policías croatas sitiados en la comisaría.
Durante la guerra en Eslavonia Occidental, ocupó el cargo de Subcomisionado Adjunto del Gobierno de la República de Croacia en el municipio de Pakrac para Asuntos de Defensa y, posteriormente, Segundo Jefe del Batallón Independiente 76.
Por ejemplo personal, como oficial excepcional, fue el primero en actuar en todas las acciones. Fue muy respetado por camaradas y civiles por sus habilidades militares, pero también por su humanidad. No permitió que los civiles serbios que permanecían en Pakrac y Prekopakra o los soldados enemigos capturados fueran acosados de ninguna manera. Participó en casi todas las acciones en la zona de Pakrac como ser el combate de Batinjani, los enfrentamientos en Lipik, la liberación de la zona de Zukva, de Dereza y de Kusonje.

### Acción Alfa. Muerte de Kulhavi
Durante la Acción Alfa, cuyo objetivo era expulsar a los serbios del este de la ciudad de Pakrac (barrio de Gavrinica), y tras el intento y repliegue del 28 de diciembre de 1991, el 29 se inició un ataque para retornar a las posiciones abandonadas ante la insistencia de la 2. Zona Operativa para la ocupación de la posición de Brezica, al este de Vinogradi (Pakrac). Para eso ordenó a la Compañía de Asalto de Bjelovar (Batallón Independiente 55) que realice la operación. Esta compañía llegó a Pakrac a la tarde anterior. La importancia del área radicaba en ser un terreno llave como posición de partida para el ataque.
A las 0630, la Compañía de Asalto (80 miembros) inició el avance hacia Vinogradi encontrando pronta resistencia yugoslava siendo rápidamente rodeados. A las 1300, una parte (200 miembros) del Batallón 55 avanzó por el norte del Cerro Kalvarija en apoyo, aunque no pudo realizar la conexión. El hecho que se quedara sin munición hizo que la compañía se repliegue durante la noche hacia Pakrac.
Según lo planeado, Foka avanzó con la mayoría de las fuerzas (Batallón Independiente 55) como guía. Hacia las 14.00 horas, abandonaron la ruta Pakrac - Požega. Foka lideró el avance con 6 exploradores de Bjelovar adelantados unos 100 metros de la fuerza principal. Antes del final de la calle sv. Roka fueron emboscados. Cinco de los seis exploradores del Batallón 55 fueron muertos. Mulhavi, fue herido en ambas piernas por el fuego de una ametralladora tomando cubierta en un montículo de leña. Solicitó ayuda pero al no poder ser apoyado y verse rodeado se disparó en la cabeza para no caer prisionero.

## Hechos posteriores a su muerte
Su cuerpo fue entregado por las tropas yugoslavas luego del alto al fuego de enero de 1992, Un mayor del JNA que estaba en el intercambio de cuerpos dijo que a todos los ejércitos del mundo les gustaría tener un oficial como Foka.
Se le concedió póstumamente el grado de coronel del Ejército Croata.
Anualmente es recordado en el lugar de su muerte junto con los cinco combatientes de Bjelovar. 

## Artículos relacionados
- Eslavonia Occidental durante la Guerra de Croacia.
- Pakrac durante la Guerra de Croacia.
- Batallón Independiente 76 del Ejército Croata.
- Acción Alfa.